# Morris Jessup
Morris Ketchum Jessup (Rockville, 2 marzo 1900 – Contea di Miami-Dade, 20 aprile 1959) è stato uno scrittore statunitense.
Nonostante nella sua vita sia stato fotografo e commerciante, Jessup è ricordato soprattutto per le sue investigazioni sugli UFO e sull'esperimento Filadelfia.
Speculò sull'anti-gravità e sull'elettromagnetismo, i quali potrebbero essere stati, secondo lui, i più probabili sistemi di propulsione dei dischi volanti, e gli dispiaceva il fatto, tanto nel libro come nella realtà, che l'investigazione dei voli spaziali si concentrasse solamente nel settore dei razzi, e che si ponesse cioè poca attenzione ad altri mezzi teorici di volo, come i dischi volanti, i quali considerava più adatti al fine. Nei suoi ultimi anni di vita, scrisse ancora altri libri sul fenomeno UFO.

## Biografia

### La formazione
Si interessò, fin da bambino, di astronomia, materia che studiò all'Università del Michigan, conseguendo nel 1925 il Bachelor of Science. Nel 1926 conseguì il Master of Science  lavorando nel frattempo nell'osservatorio Lamont-Hussey. Tuttavia non completò gli studi fino al dottorato e quindi, secondo la tradizione anglosassone, non poteva fregiarsi del titolo di doctor, anche se varie volte verrà chiamato e riconosciuto come "dr. Jessup".
Jessup affermava di avere studiato anche archeologia: in realtà la sua competenza in questo campo consisteva nell'aver preso parte da giovane ad alcune spedizioni archeologiche in Yucatán e in Perù. A partire dal 1932, Jessup iniziò a dedicarsi ad una lunga serie di mestieri, tra cui quella di commerciante di ricambi di auto, che poco o nulla avevano a che vedere con l'oggetto dei suoi studi.
Verso il 1950 diventò pioniere delle prime investigazioni sul fenomeno UFO, ricevendo la debita attenzione dal 1955, quando pubblicò il suo primo libro, The Case for the UFO (casi di UFO), nel quale descriveva di diversi fenomeni inspiegabili, avvenuti tra il 1947 ed il 1954.

### Il ruolo nell'esperimento di Filadelfia
L'Esperimento Filadelfia sarebbe stato condotto dal Dr. Franklin in Reno (o Rinehart), come un'applicazione militare pratica della teoria generale della gravità di Albert Einstein, teoria che in breve postula l'interrelazione tra le forze della radiazione elettromagnetica e quelle della gravità terrestre.
Il 13 gennaio 1956, Jessup avrebbe ricevuto una strana lettera da un uomo che si firmava "Carlos Miguel Allende". L'autore della missiva dichiarava di voler informare Jessup circa l'esistenza dell'Esperimento Filadelfia come segreto militare, di cui egli sarebbe stato l'unico testimone diretto.
Carlo Miguel Allende affermava di essere stato testimone oculare dell'apparizione e sparizione della USS Eldridge mentre si trovava a bordo di un'imbarcazione mercantile, l'SS Andrew Furuseth. Menzionava anche i nomi di altri marinai, e asseriva di conoscere anche il destino che, in seguito all'esperimento, sarebbe toccato ad alcune delle persone che si trovavano sulla nave. Uno di questi si sarebbe "volatilizzato nell'aria", sotto i suoi occhi, durante una lite in un bar.
Jessup gli rispose con una cartolina in cui gli richiedeva ulteriori conferme, prove ed evidenze che corroborassero la storia. La risposta arrivò vari mesi dopo, questa volta a firma di un certo "Carl M. Allen". Dichiarava di non poter fornire ulteriori prove; tuttavia, secondo lui, avrebbero potuto essere facilmente ottenute attraverso l'ipnosi. Jessup avrebbe deciso allora d'interrompere la corrispondenza.

### La morte
Tra il 1958 e il 1959, Jessup incontrò varie difficoltà: fu lasciato dalla moglie, fu coinvolto in un grave incidente d'auto e l'editore gli rifiutò la pubblicazione di alcuni manoscritti. Il 20 aprile del 1959 Jessup fu trovato morto nella sua autovettura nella Contea di Miami-Dade, intossicato dai gas di scarico della sua vettura; le motivazioni ufficiali della morte furono quelle di suicidio.

## Il dibattito sulla morte
La sera prima del decesso aveva organizzato un appuntamento per il mattino successivo, al quale non arrivò mai. Nell'incontro si proponeva appunto di divulgare ulteriori prove e retroscena che aveva trovato del suddetto esperimento. Nonostante non siano mai state accertate con certezza le cause della morte, gli investigatori sostennero l'ipotesi del suicidio dovuto al crollo di notorietà, anche se secondo diversi sostenitori delle teorie del complotto Jessup fu assassinato per metterlo a tacere.
Nell'ambiente ufologico, la sua morte è stata oggetto di numerose discussioni. Alcuni hanno suggerito l'ipotesi che si sia trattato piuttosto di un assassinio, a causa di ciò che sapeva sull'Esperimento Philadelphia. Alcuni amici dissero invece che Jessup era depresso e negli ultimi mesi aveva parlato di suicidio.

## Le opere
- Jessup, Morris K. (1955). The Case for the UFO
- Jessup, Morris K. (1956). UFOs and the Bible
- Jessup, Morris K. (1956).  The UFO Annual
- Jessup, Morris K. (1957). The Expanding Case for the UFO